# 토미 쿠퍼
토머스 프리드리크  “토미” 쿠퍼(영어: Thomas Frederick “Tommy” Cooper, 1921년 3월 19일 ~ 1984년 4월 15일)는 영국 웨일스의 소품 희극 배우 및 마술사였다. 1984년 4월 15일에 텔레비전 생방송 공연 도중 심근 경색으로 사망했다.